# Gere och Freke

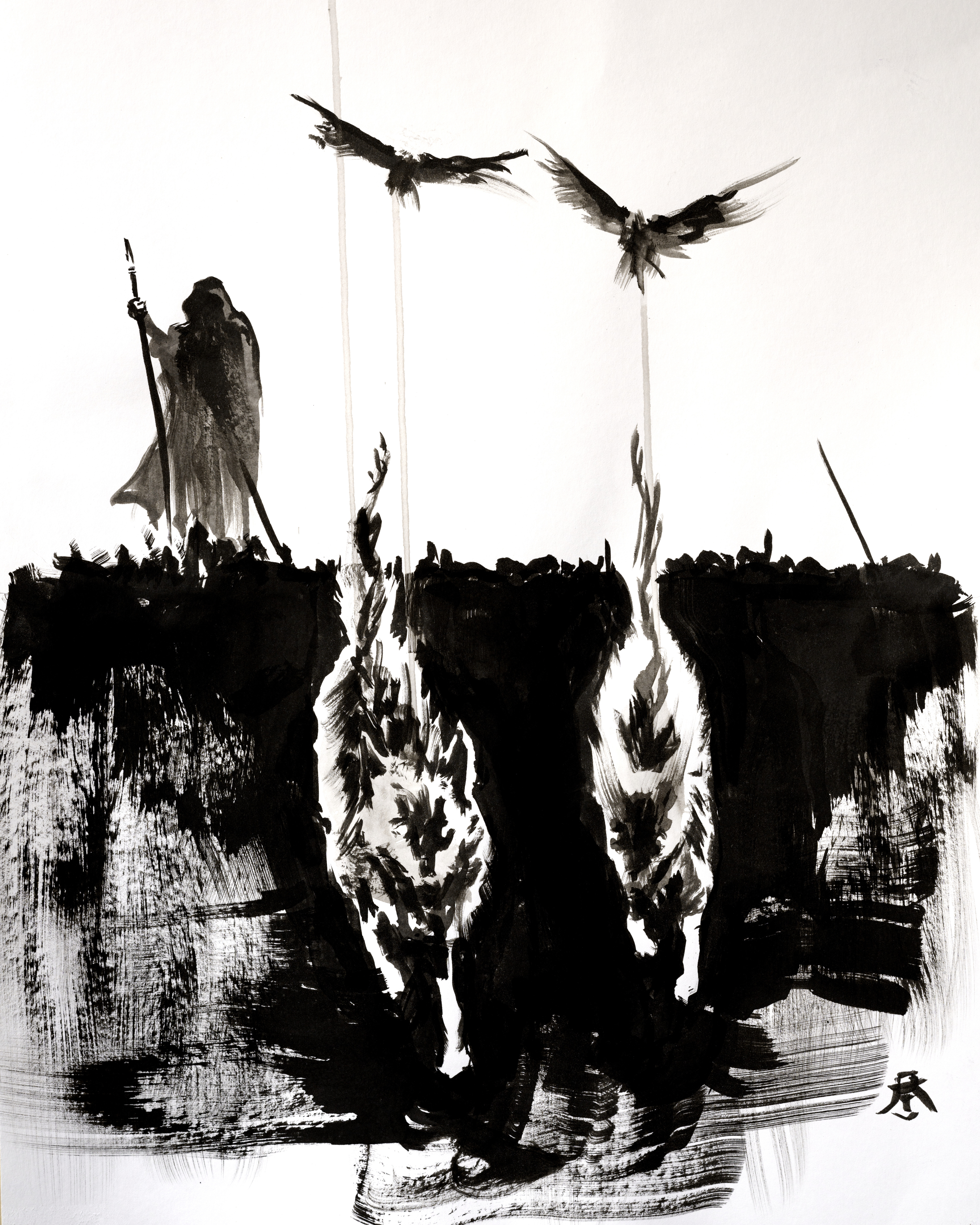
Oden med sina djur: korparna Hugin och Munin samt ulvarna Gere och Freke.

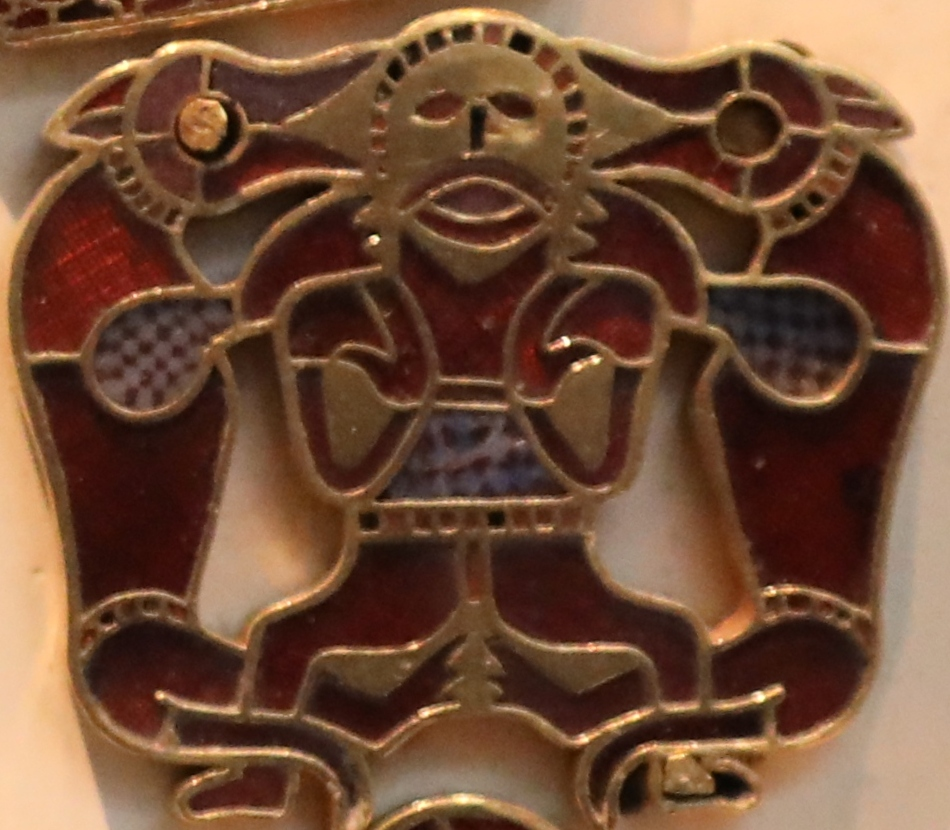
Dekoration ur Sutton Hoo-fyndet som visar en enögd (svårt att se i bild) figur flankerad av två ulvar, möjligen Oden med Gere och Freke.

Gere och Freke (fornnordiska: Geri och Freki, ungefär ”Gire och Fräcke”) är i nordisk mytologi namnen på Odens två ulvar. Enligt Sången om Grimner brukar Oden ge dem all mat som serveras honom i Valhall då han själv föredrar vin och mjöd.

## Etymologi
Namnen torde vara adjektiva substantiveringar jämförbara med ordformer på dagens suffix /-e/ som bildar bestämd form maskulinum singularis av adjektiv (jämför lång → långe, ful → fule). Fornnordiska suffixet -i (modern svenska: -e) skapar abstrakta substantiv som betecknar egenskaper, förhållanden, tillstånd, med mera.
Gere (fornnordiska: Geri) bygger på stammen gir som finns i orden ”girig”, ”begär”, ”gärna” (såsom ”tack gärna”), samt äldre ord som ”girligen, giri, girnas” med mera. Jämför fornvästnordiska: gerr (”girer”), danska: gerrig (”girig”). Namnet betyder alltså ungefär ”den girige” (direktöversatt: Gire). Jämför namnet Helge som bygger på samma princip och betyder ”den helige”.
Freke (fornnordiska: Freki) bygger på stammen i fornnordiska: frekr (”fräcker”) som i modern svenska motsvarar ”fräck” (”fräcke”), vilket ursprungligen betydde 'girig, glupsk' med mera (den moderna betydelsen 'tilltagsen, skamlös' är troligen inlånad från tyskan). Namnet syftar troligen främst på den sista egenskapen, men namnen, likt Odens tamkorpar Hugin och Munin (”hågen och månen”), avser nog från början täcka två kopplade betydelser. Namnet torde därför vara likvärdigt ”fräcke” på svenska i betydelsen ”den glupske”, vilket i ursprunglig betydelse lever kvar regionalt i bland annat hälsingemålet (som fräk → fräke) och nynorskan (som frek → freke) samt i överförd betydelse från den moderna betydelsen skamlös.

## Grimnismål
I Grimnismål (isländska: Grímnismál) står följande strof om Gere och Freke:
| Fornvästnordiska: Gera ok Freka seðr gunntamiðr hróðigr Herjaföður; en við vín eitt vápngöfugr Óðinn æ lifir. | Direktöversättning: Gere och Freke sätter gunntämjde rodige härfader; än vid vin ett vapengåvig Oden e lever. | Nusvenska: Gere och Freke fodrar stridsvane berömde härfadern; men med vin enbart vapenfrejdade Oden ständigt lever. |

Alltså, Oden står för maten till Gere och Freke, men han dricker själv bara vin.

## Första kvädet om Helge Hundingsbane
I första kvädet om Helge Hundingsbane (isländska: Helgakviða Hundingsbana I) står följande på strof 13 om Gere och Freke:
| Fornvästnordiska: Fara hildingar hjörstefnu til þeirar er lögðu at Logafjöllum; sleit Fróða frið fjánda á milli; fara Viðris grey valgjörn of ey. | Direktöversättning: Fara hildingar svärdstämman till deras som lagts åt Lågefjällen; slet froda frid fiende emellan; fara Vidres gråben valgjärn över ö. | Nusvenska: Hövdingarna for till deras överläggning som förlagts vid Lågefjällen; upprättad fred brast mellan fiender; Vidres hundar for begärliga efter stupade över slagfältet. |

I slutet av texten anges Vidre, som är ett binamn för Oden, där Gere och Freke verkar hänvisas som hans grey. Etymologin för fornvästnordiska: grey (samma som i greyhound) är ej klarlagd och det betyder allmänt tik på isländska. I texten verkar det användas poetiskt och kan avse hund eller ulv med mera. Slutet av texten antyder att vargarna äter upp det stupade efter striden. Detta samspel antyds även i strof 6, som mellan raderna antyder att krigaren är vargens vän som skaffar honom byte.

## Galleri

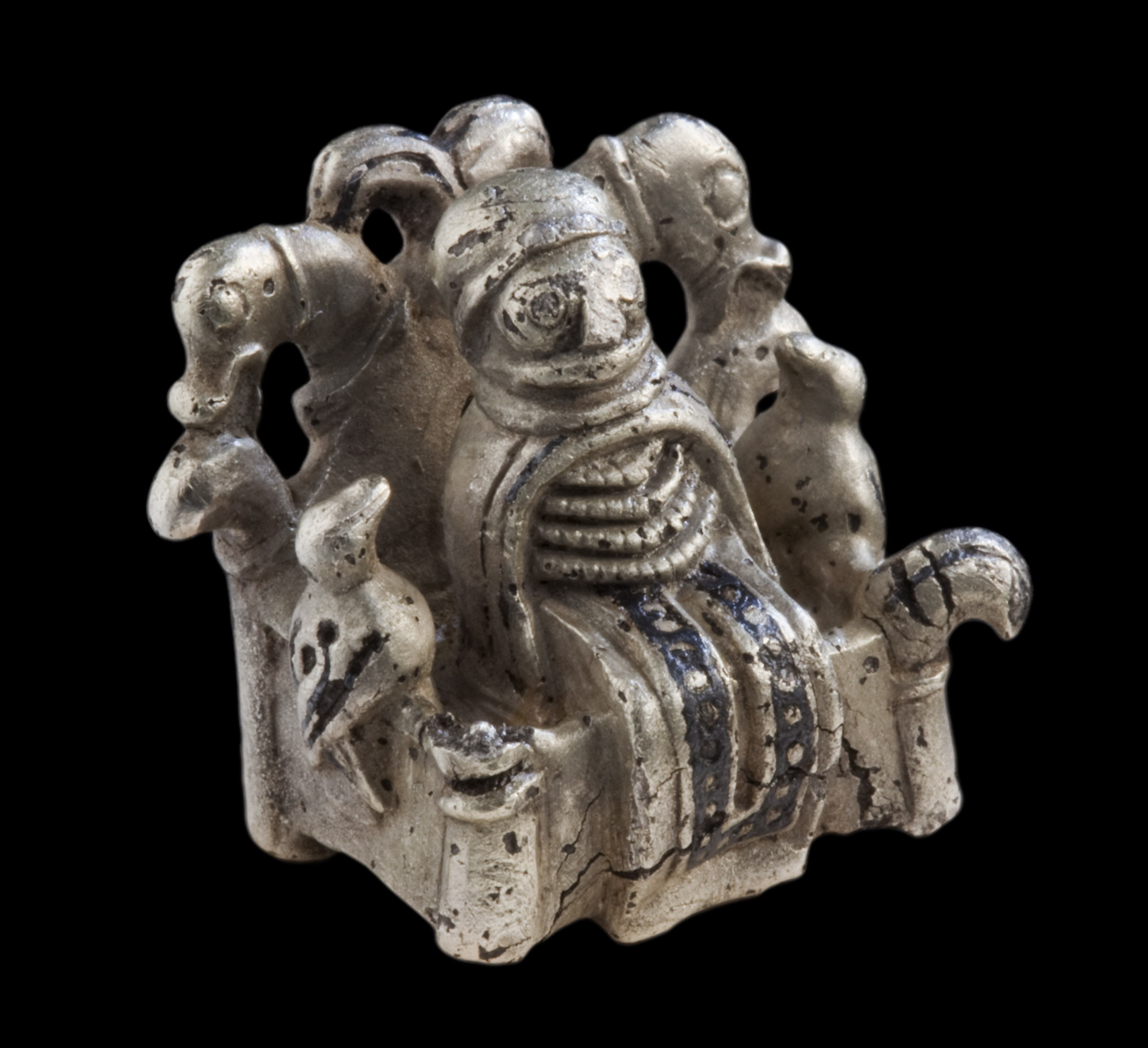
Vikingatida avbildning av Oden på sin tron med sina djur, funnen i Lejre, Danmark (900-tal).
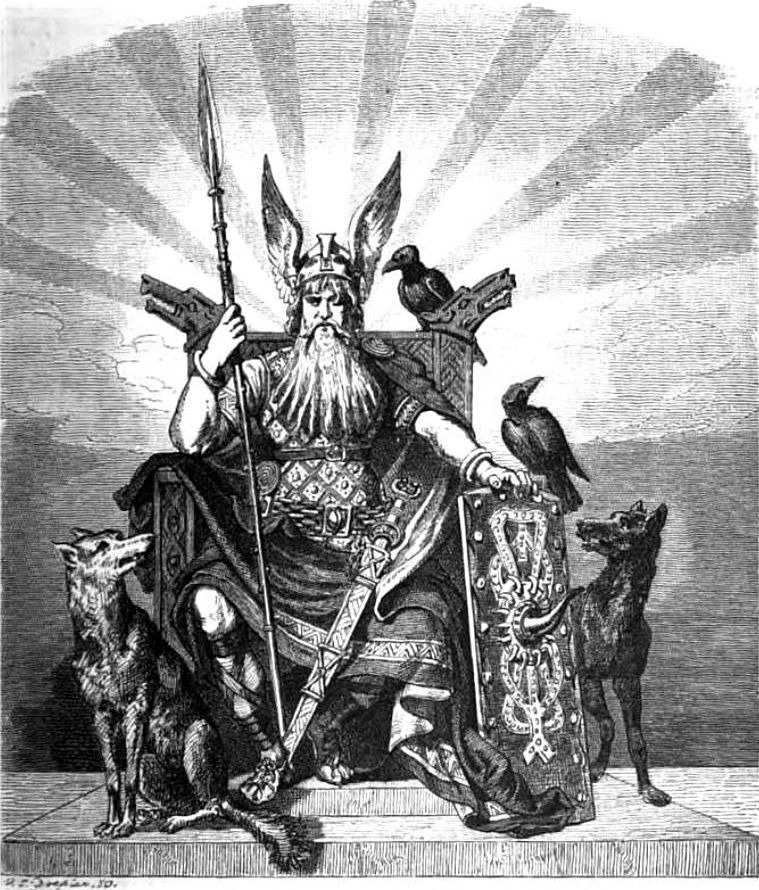
Nationalromantisk avbildning av Oden på sin tron med sina djur, av Carl Emil Doepler (1882).
Modern avbildning av Oden på sin tron med sina djur, av Kim Diaz Holm (2020).